# Matemanga
Matemanga è una circoscrizione rurale (rural ward) della Tanzania situata nel distretto di Tunduru, Regione del Ruvuma. Conta una popolazione di 9 398 abitanti (censimento 2012).